# Lista de representantes permanentes de Luxemburgo nas Nações Unidas
Esta é uma lista de representantes permanentes do Luxemburgo, ou outros chefes de missão, junto da Organização das Nações Unidas em Nova Iorque.
O Luxemburgo foi um dos Estados fundadores das Nações Unidas e é membro desde 24 de outubro de 1945.
| Início | Término | Representante permanente (Chefe de missão) | Cargo                    | Credenciais |
| ------ | ------- | ------------------------------------------ | ------------------------ | ----------- |
| 1945   | 1946    | Joseph Bech                                | Chefe da delegação       | -           |
| …      | …       |                                            |                          |             |
| 1958   | 1961    | Georges Heisbourg                          | Representante permanente |             |
| 1961   | 1964    | Maurice Steinmetz                          | Representante permanente |             |
| …      | …       |                                            |                          |             |
| 1969   | 1970    | André Philippe                             | Representante permanente |             |
| 1970   | 1979    | Paul Peters                                | Representante permanente |             |
| 1979   | 1983    | Jean Rettel                                | Representante permanente |             |
| 1983   | 1984    | Joseph Weyland                             | Representante permanente |             |
| 1985   | 1987    | André Philippe                             | Representante permanente |             |
| 1987   | 1992    | Jean Feyder                                | Representante permanente |             |
| 1993   | 1998    | Jean-Louis Wolzfeld                        | Representante permanente |             |
| 1998   | 2003    | Hubert Wurth                               | Representante permanente | 1998-08-05  |
| 2003   | 2008    | Jean-Marc Hoscheit                         | Representante permanente | 2003-09-02  |
| 2008   | 2016    | Sylvie Lucas                               | Representante permanente | 2008-08-25  |
| 2016   | atual   | Christian Braun                            | Representante permanente | 2016-09-09  |